# Miguel Navarro Juanicorena
Miguel Navarro Juanicorena (Rentería, 9 de diciembre de 1946) es un exfutbolista español de la década de los años 1970. Fue conocido futbolísticamente como Navarro.
Centrocamposta que inició su andadura en la SD Eibar y Athletic Club, aunque realizó el grueso de su carrera profesional en el Burgos CF entre 1973 y 1981, club con el que ascendió a Primera División y con el que llegó a superar los 100 encuentros en Primera División.

## Biografía
Nació en la ciudad de Rentería en la provincia española de Guipúzcoa. Jugó en la SD Eibar donde dio sus primeros pasos como futbolista.
En 1969 fue fichado por el Athletic Club, que lo integró en su equipo filial. Formó parte del Bilbao Athletic, con el que jugó una temporada en Segunda División y, tras descenso de categoría, otra en Tercera.  Su debut con el primer equipo del Athletic Club, y a la postre el único partido oficial que jugó con "los leones", fue el partido de vuelta de la eliminatoria de 1/16 de final en la Copa del Generalísimo de 1971.  Fue el 2 de mayo de 1971 y el Athletic se impuso por 1-0 al Racing de Ferrol. En las temporadas 1971-72 y 72-73 Navarro fue integrante de la primera plantilla del Athletic en Primera División, pero no jugó ningún partido con el club vasco, salvo algunos amistosos.
Así pues, en 1973 fichó por el Burgos Club de Fútbol. En este equipo permaneció ocho temporadas, cuatro de ellas en Primera División (1976 a 1980). 

## Clubes
- SD Eibar (1968-69)
- Bilbao Athletic (1969-71)
- Athletic Club (1971-73)
- Burgos Club de Fútbol (1973-81)

## Palmarés
| Título                | Club          | País   | Año  |
| --------------------- | ------------- | ------ | ---- |
| Copa del Generalísimo | Athletic Club | España | 1973 |